# DDT Jazzband

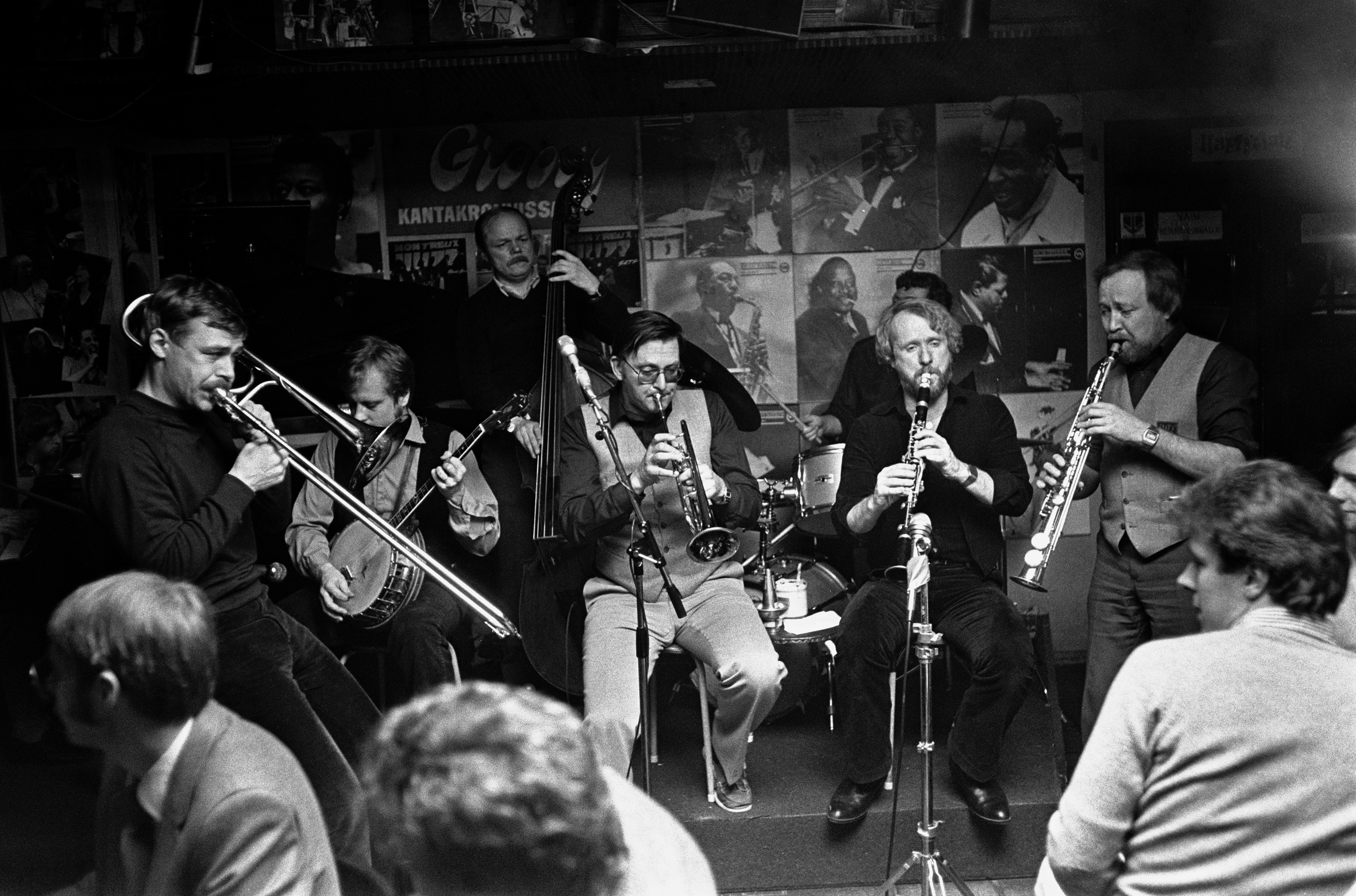
DDT Jazzband (1978).

DDT Jazzband, ursprungligen Downtown Dixie Tigers, är en legendarisk finländsk jazzorkester, som förblivit tradjazzen trogen.
Downtown Dixie Tigers första uppträdande ägde rum på Roddstadion i Helsingfors 1958, då gruppens medlemmar ännu var skolelever och studerande. Bland orkesterns tidigaste bärande krafter kan nämnas Christian Schwindt, trummor, Rick Wahlstein, trumpet, Freddy Andersson, klarinett, Nalle Nyman, sopransaxofon, Sven Svärd, trombon, Timo Peltoniemi, banjo och Pentti Mutikainen, kontrabas.
Under årens lopp har åtskilliga framstående musiker och solister spelat och uppträtt med orkestern, även om dess sammansättning fortsättningsvis till stor del är densamma som i början. Orkestern har spelat på flera jazzkonserter och -festivaler och har uppträtt tillsammans med många kända artister, bland andra Louis Armstrong 1963. DDT Jazzband belönades med The Montreux Trad Group Award på jazzfestivalen i Montreux 1970. Orkestern har även uppträtt i New Orleans och turnerat i USA.